# إبنة البابا
رواية "ابنة البابا" هي العمل الروائي الأول للكاتب الإيطالي داريو فو، الحاصل على جائزة نوبل في الأدب سنة 1997. تتناول الرواية السيرة المتخيلة لشخصية لوكريسيا بورجيا، ابنة البابا ألكسندر السادس، التي اشتهرت في التاريخ بسمعة سيئة واتهامات بالخيانة والفساد والقتل.

## الخلفية
رواية "ابنة البابا" تدور أحداثها في أواخر القرن الخامس عشر وأوائل القرن السادس عشر، خلال فترة عصر النهضة الإيطالية، وهي حقبة شهدت ازدهارًا ثقافيًا وفنيًا كبيرًا، لكنها كانت أيضًا مليئة بالصراعات السياسية والتنافس بين الأسر الحاكمة.
تنتمي الشخصية الرئيسية، لوكريسيا بورجيا، إلى أسرة بورجيا ذات النفوذ الكبير، حيث كان والدها رودريغو بورجيا الذي أصبح البابا ألكسندر السادس، شخصية مثيرة للجدل بسبب ارتباطه بالفساد والمحسوبية.
تُظهر الرواية لوكريسيا كضحية للفساد السياسي والتلاعب داخل عائلتها، حيث كانت تُستغل في صراعات السلطة، وتُجبر على الزواج من رجال لا تختارهم. من خلال هذا الخلفية التاريخية، يقدم الكاتب رؤية إنسانية مختلفة عنها، تكشف مشاعرها وطموحاتها وتعيد تقييم صورتها في التاريخ بعيدًا عن التشويه والاتهامات القديمة.

## النشر
رواية "ابنة البابا" للكاتب الإيطالي داريو فو صدرت في إيطاليا عام 2014 عن دار النشر Chiarelettere.
أما الترجمة العربية فصدرت عن دار التنوير في بداية عام 2018، عن دار التنوير بترجمة معاوية عبد المجيد، عدد صفحاتها يقارب 256 صفحة.

## الحبكة
تبدأ الرواية بتقديم خلفية تاريخية عن عصر النهضة الإيطالية، حيث كانت الكنيسة الكاثوليكية مركزا للسلطة الدينية والسياسية. تُسلط الضوء على حياة البابا ألكسندر السادس، الذي يُعتبر أحد أكثر البابوات إثارة للجدل في التاريخ، وتُستعرض علاقاته العائلية والسياسية.
تركز الرواية على شخصية لوكريسيا بورجيا، التي وصفت تاريخيا بأنها امرأة فاسدة ومؤامراتية. لكن من خلال أسلوب داريو فو، تُقدّم لوكريسيا كضحية للفساد السياسي والتلاعب العائلي. تُظهر الرواية كيف كانت تستخدم كأداة في صراعات السلطة بين أفراد عائلتها، وكيف كانت تجبر على الزواج من رجال لا ترغب فيهم.
مع تقدم الأحداث، تظهر الرواية تطور شخصية لوكريسيا حيث تبدأ في مقاومة الضغوط المفروضة عليها وتسعى لإيجاد مكان لها في عالم مليء بالمكائد والمؤامرات تبرز الرواية أيضًا علاقتها مع المفكرين والفنانين في عصرها مما يظهر جانبها الثقافي والفني.
في النهاية، تختتم الرواية بتقديم صورة مغايرة للوكريسيا بورجيا، تُظهرها كإنسانة ذات مشاعر وطموحات، ضحية لعصرها وعائلتها، مما يُعيد تقييم صورتها في التاريخ.

## الشخصيات
في رواية "ابنة البابا" لداريو فو، تدور القصة حول شخصيات تعكس الصراعات السياسية والعائلية في عصر النهضة:
لوكريسيا بورجيا: البطلة وابنة البابا ألكسندر السادس، امرأة ذكية وقوية تواجه الاتهامات التاريخية الموجهة إليها، وتسعى لإثبات ذاتها بعيداً عن الظلم والتشويه.
البابا ألكسندر السادس (رودريغو بورجيا): والد لوكريسيا، زعيم ديني طموح يسعى لتعزيز نفوذ عائلته عبر اللعب بمكائد السلطة والزواج السياسي.
تشيزاري بورجيا: شقيق لوكريسيا، شخصية طموحة جداً، يرتبط اسمه بالقتل والمؤامرات داخل العائلة، ويعتبر أحد أبرز اللاعبين في صراعات السلطة.
ألفونسو الأول دوق فرارا: زوج لوكريسيا الثالث، يظهر كزوج محب يدعمها، ويرسم جانباً أكثر إنسانية لحياتها الشخصية.
بييترو بيمبو: شاعر إيطالي كان على علاقة عاطفية مع لوكريسيا، مما يبرز جانبها الثقافي والفني في الرواية.
هذه الشخصيات مجتمعة تبرز الحياة المعقدة للوكريسيا، حيث تتقاطع السياسة، السلطة، العاطفة، والصراع من أجل البقاء في بيئة مليئة بالمكائد.